# Pedro Couceiro
Pedro Couceiro (Lobito - Angola, 23 de Março de 1970), é um piloto de automobilismo português.
Depois de nos finais dos anos 70 se ter tornado mais conhecido como cantor infantil, ingressou com 12 anos no desporto motorizado onde os resultados obtidos lhe possibilitaram subir pelos mais vários escalões nacionais e internacionais.
É, até aos dias de hoje, um dos mais internacionais pilotos portugueses, com uma carreira além fronteiras que conta com mais de 20 anos.

## Primeiros anos
Nasceu em Angola e aí permaneceu até 1974, altura em que os pais se mudam definitivamente para Portugal. Desde os primeiros anos de vida que sempre mostrou um grande interesse pelo desporto e pela música e experimentou diversas modalidades até encontrar a sua verdadeira vocação. No futebol - nas academias do Benfica - teve Eusébio como "mister" e foi o próprio que o incentivou a tentar outros desportos. Passa pelo ténis, ginástica acrobática e natação, onde - em representação do Sporting - vem a conquistar a vitória nas provas para estreantes em competição – Primeira Braçada - na vertente 50m livres e 50m costas. Nesta altura verifica que o seu gosto está mais voltado para as velocidades.
Seguindo os passos do seu irmão mais velho, Nuno Couceiro, e ajudado pelas verbas que entretanto foi ganhando com os sucessos alcançados como cantor, compra o primeiro Kart e inicia-se no Desporto Motorizado.

## Música
É com a entrada para a escola primária que tem a percepção do seu talento musical. Com sete anos começa a aprender piano. Numa selecção para encontrar seis crianças que teriam como propósito substituir os Meninos Rabinos - grupo infantil com muito sucesso na década de 70 - Pedro vem a ser um dos escolhidos para o grupo infantil Os Traquinas. Com o grupo grava três discos e ao conhecer um dos produtores da Valentim de Carvalho inicia a sua curta carreira como jovem cantor. O desejo em participar na Gala Internacional dos Pequenos Cantores - o mais importante concurso nos anos 70/80 para crianças - torna-se realidade quando a produtora discográfica o leva a concurso com as músicas "Eu já namoro" e "O meu Avozinho" compostas por Carlos Paião. Entre 1980 e 1983 grava quatro discos a solo e afirma-se como um dos sucessos da música infantil nacional a par da menina do "Eu vi um Sapo" – Maria Armanda. 
Couceiro percorre o país, durante estes três anos, com actuações nos mais variados palcos e é presença regular nos programas de televisão mais importantes da época. 
Em meados de 1983 (e quando já preparava o seu 5º disco) a mudança de voz e o excesso de obrigações que ser cantor implica, forçam-no a fazer escolhas. Nesta fase abandona a carreira do mundo do espectáculo e passa a dedicar-se, por inteiro, ao Karting.

## Discografia
Os Pinocas
- Balão, Balão, Balão… / O Melro de Cartola e Jaquetão / Os Palhaços / Flores de Portugal

Anabela Quipa com Os Traquinas 
- Sou peão e sei andar na Rua / Sou pequenina e já sei falar / O Cuco Maluco (1979)

Os Traquinas
- A canção de Aroman

Pedro Couceiro
- Eu Já Namoro / O Meu Avozinho (1980)
- O Sol anda lá no Céu (Fado Coimbra) / Mondego (Fado Coimbra) (1981)
- Voa Passarinho Voa / Rocky (que me chamem Rocky) (1981)
- A Festa da Zé / Tive o Sol em minhas Mãos (1982)

## Estudos
Desde muito cedo que sempre quis seguir os passos do seu pai e tornar-se Engenheiro Civil.
A entrada na escola primária foi, sem dúvida, um dos marcos mais importantes da sua vida. 
Bom aluno, a vida estudantil torna-se mais complicada depois de ter enveredado pelo automobilismo. 
No entanto, os pais impuseram-lhe como regra para continuar os bons resultados na escola e isso fez com que, mesmo com alguns altos e baixos, fosse conseguindo conciliar estes dois objectivos: o desporto e a licenciatura em Engenharia Civil na especialidade de Vias de Comunicação e Transportes no Instituto Superior Técnico de Lisboa.
Ainda durante a sua juventude estudou Inglês no British Council de Lisboa tendo finalizado o Grau de First Certificate.

## Actividade Social
Fora da sua vida profissional e de competição Pedro Couceiro tem tido uma actividade intensa no âmbito social com intervenções nas mais diversas áreas.
Sem dúvida que o papel onde mais sobressai é como Embaixador da Unicef em Portugal: função que desempenha desde 1995 repartindo-a desde 2001 com o futebolista Luís Figo e mais recentemente com a fadista Mariza e a apresentadora Bárbara Guimarães.
Nos últimos anos conseguiu realizar mais dois dos seus sonhos: em 2006 foi pai de uma menina de nome Inês e em 2009 lança a sua biografia em banda desenhada com o título – Sonho sem Fim -, obra a par com o ilustrador Rui Ricardo e o argumentista Hugo de Jesus, sendo que todos os lucros revertem para a instituição portuguesa Aldeias S.O.S. - SOS Children's Villages International 
Nesta altura afirma ter conseguido atingir a velha máxima: Plantar uma árvore, ter um filho e escrever um livro.
O piloto tem ainda como ocupação dos tempos livres jogar golfe, vídeo jogos e tocar piano. Já em 2016 é pai de uma segunda menina, de nome Caetana, fruto do seu casamento com Mariana Gaspar, com quem se casou em 2015.

## Desporto Motorizado

### Karting
É com apenas 12 anos - Julho de 1982 - que Pedro Couceiro participa na sua primeira competição oficial de Karting. A prova, organizada pelo ACP e designada por Troféu Volante de Prata, foi disputada por crianças entre os 12 e os 17 anos e serviu para, finalmente, descobrir a sua verdadeira vocação e paixão. Aí, confrontou-se com mais de 140 candidatos vindo a classificar-se num excelente 18º lugar. Um pequeno feito para a sua tenra idade: de salientar ter sido o segundo mais jovem piloto de entre todos os participantes. 
Sem qualquer historial familiar na modalidade veio a ter o apoio do seu irmão Nuno para se iniciar nesta sua nova aventura.
Com a criação em 1983 da Categoria Júnior começa a competir nos campeonatos nacionais. Três provas depois conquista a sua primeira vitória no circuito de Cantanhede, pista que vem a ser palco de um momento particularmente complicado: quando a sua carrinha de apoio à competição arde com o pouco material que tinha conseguido comprar para competir. 
Vale a boa vontade dos amigos que o ajudam e lhe permite estar em pista duas provas mais tarde. No final, o desfecho não pode ser mais positivo: Vice-Campeão Junior 1983: o mesmo resultado que conquista no ano seguinte. Em meados de 1985 ascende à Categoria Intercontinental A - a mais prestigiada da modalidade - para em 1986 vencer a Taça de Portugal, no ano seguinte sagrar-se Vice-Campeão e em 1988 conquistar o terceiro lugar na final. 

### F.Ford
Depois de quase sete temporadas no karting, Pedro Couceiro ambiciona subir mais um degrau no seu percurso automobilístico. 
Em 1989 enfrenta um dos mais exigentes campeonatos da altura: o Nacional de Fórmula Ford. Na prova de estreia nos monolugares termina com um brilhante segundo lugar, no entanto, apesar de estar na luta pelo título, um grave acidente a duas provas do final da época deixam-no acamado durante quase três semanas, facto que o impossibilita de obter melhores resultados. Finaliza o ano no sexto posto dos nacionais. 
Em 1990 depois de um estágio em Inglaterra, no seio do mais competitivo Campeonato de Fórmula Ford internacional, chega a Portugal em grande forma. Regista de imediato duas vitórias e brilha de forma sistemática conquistando o tão desejado título de Campeão Nacional.
Este feito deu um forte impulso à sua carreira. 

### Internacionalização & Profissionalização

#### F.Opel
Apesar das inúmeras incertezas decide enveredar, em 1991, pelo Europeu de Fórmula Opel: um dos mais prestigiados campeonatos internacionais de promoção de jovens talentos da época e que competia inserido nos eventos de Fórmula 1.
Na primeira metade do campeonato disputa regularmente por um lugar no Top Ten para, mais tarde, no final da época já lutar pelos lugares do pódio. 
Em 1992 inicia a época com uma vitória e mais dois pódios nas provas consecutivas. No entanto, terminada a metade da temporada, alguns desentendimentos com a equipa e consequente mudança de team não lhe permitiram lutar pelo título. 
Neste mesmo ano participa na Taça das Nações da modalidade - em equipa com Manuel Gião - prova onde conseguem o título de Vice-Campeões para Portugal.
No ano de 1993, e depois de não conseguir as verbas para saltar para a Fórmula 3, repete o Europeu de Fórmula Opel. Quando tudo indica que poderia lutar por um grande resultado final na temporada, os problemas mecânicos são uma constante e deixam-no arredado da luta pelo título já perto do final da temporada.

#### F.3 Alemã
Em 1994 entra na competitiva Fórmula 3 Alemã e distingue-se dos demais sempre com excelentes resultados.
Apesar de não ter sido piloto oficial da Opel nessa temporada - em muitas alturas foi o seu melhor representante - chegando mesmo a entrar na luta pelo título, então com o piloto da Fiat – Jorg Muller e os pilotos oficiais da Opel - Alexander Wurtz e Ralf Schumacher. Consegue cinco segundos lugares, oito Podiuns, e dez lugares entre o Top 5: facto que lhe abre muitas portas para as negociações da temporada seguinte.
Em 1995 mantém-se no mesmo Campeonato pese embora trocando a Opel pela FIAT. 
Tem igualmente um ano repleto de bons resultados e destaca-se como sendo o melhor piloto da marca italiana. 
É ainda em 1995 - ao volante de um Alfa-Romeo 155 DTM - que dá inicio à sua estreia nos carros de turismo, disputando a prova do ITC realizada no circuito do Estoril.

#### F.3000 Internacional
Quando em 1996 dá finalmente o salto para a F3000 Internacional, a antecâmara da F1, consegue logo na sua prova de estreia um quinto lugar, passando a fazer parte do restrito lote de pilotos que consegue o feito de pontuar na sua prova inaugural.
Como esperava, 1996 acabou por ser uma época de aprendizagem, com alguns bons resultados, mas também com muitas dificuldades.
Em 1997 mantém-se no campeonato com o intuito de fazer o assalto final à Fórmula 1. Começa a época com um excelente segundo lugar no circuito de Silverstone/Inglaterra, mas quando tudo se perspectiva para uma grande temporada, nem tudo acaba por correr pelo melhor. Problemas mecânicos e alguns acidentes tiram protagonismo ao piloto português e complicam as suas contas com vista num bom resultado no campeonato.
No entanto, ainda no decorrer desse ano, dá início a negociações para entrar na F1, facto que não veio a acontecer e que o levam a enveredar pela sua carreira nos carros de Turismo.

#### GT’s'
Em 1998 disputa a Porsche Supercup (o campeonato mono-marca mais competitivo a nível mundial) onde além da extrema competitividade e do excelente nível dos pilotos, tinha ainda a possibilidade de continuar a rolar diante das equipas de F1, uma vez que as provas eram disputadas nos mesmos eventos da classe Rainha.
Depois de uma primeira temporada de adaptação, muito comum para quase todos os pilotos vindos dos Fórmulas, começa a entrar com regularidade no top 10.
Em 1999 mantém-se no mesmo campeonato e começa logo o ano com uma pole position e um segundo lugar na prova Australiana disputada no circuito de Melbourne. Chega mesmo a liderar o campeonato mas mais uma vez, uma panóplia de acidentes, afastaram o piloto português do comando. Permanece na Porsche Supercup por mais duas épocas.
Em 2001 abraça um novo projecto, desta feita com Miguel Pais do Amaral no Campeonato de Espanha de GT. Apesar dos excelentes resultados que isoladamente foram conquistando em 2001, 2002 e 2003, foi em 2004 que tudo começou a correr de uma forma mais consistentemente, facto que permitiu à dupla atingir o título de Vice-campeões na Taça Ibérica de GT e o terceiro lugar no Campeonato de Espanha de GT. 
Em 2007, prestes a comemorar 25 anos de carreira, decide em conjunto com Manuel Gião disputar o Campeonato de Espanha de GT. 
A parceria não poderia ter sido melhor sucedida: vários pódios, Campeões Ibéricos de GT e Vice-Campeões de Espanha. 
No ano seguinte, de novo com Gião, decidem subir mais um degrau e enfrentam o Internacional GT Open, vulgarmente apelidado de Europeu de GT, e conseguem o terceiro lugar no Campeonato para além do título por equipas (PlayTeam Ferrari) em conjunto com M.Maceratesi e A.Montermini.
Em 2009 mantêm-se no mesmo Campeonato mas trocam a Ferrari pela equipa Porsche Oficial Itália (Autorlando). Terminam a época no quarto posto final e repetem o título por equipas, desta vez em conjunto com G.Roda e R.Lietz.
Na temporada de 2010, Pedro Couceiro mantém-se no International GT Open mas desta feita na categoria GT3 e com a equipa Kessel. Depois de alguns percalços consegue o quinto lugar no Campeonato pese embora tivesse na luta pelo título até muito perto do final da época.

### Actual
Pedro Couceiro deixou oficialmente as competições no inicio de 2011.
Desde então tem vindo a dedicar-se em exclusivo à sua vida empresarial sendo a empresa PNC Lda, criada em 1996 com o seu irmão Nuno, responsável pela gestão e promoção de eventos desportivos, consultoria e planeamento de carreiras desportivas.
Salienta-se a vertente de “Management” e “Coaching” de Pilotos de Competição, entre os quais: Filipe Albuquerque, Rafael Lobato, Manuel Gião, Yarin Stern, entre outros.
Em 2013, em conjunto com um leque alargado de várias personalidades das mais diversas áreas da sociedade desportiva, cultural, artística, económica e social criou a Meritis. Esta associação de apoio a Jovens surgiu do interesse comum em colaborar e ajudar de forma consistente e organizada jovens que demonstrassem talento nas suas actividades, mas também necessidade e capacidade, em melhor estruturar as suas carreiras.
Foi também membro do Conselho Nacional do Desporto entre 2013 e 2015, integrando esta plataforma consultiva do Governo Português.
No início da temporada de 2016, aceitou o convite para ser “SafetyCar Official Driver” no Campeonato Mundial de Endurance (WEC), estando actualmente integrado na organização de um dos mais prestigiados campeonatos mundiais com “carimbo” ACO/FIA.
Em 2021 e após ter sido convidado para exercer o cargo de conselheiro, teve assento no Conselho Geral da Universidade de Coimbra. O mandato estendeu-se até final de 2024.
Actualmente trabalha também com a FIA - Federação Internacional do Automóvel, desempenhando funções tanto de "Driver Advisor" como de "Safetycar Driver".

## Palmarés Desportivo
KARTING
| 1983 |  |  | Vice-Campeão Nacional - Junior  |  |  |  |  |  |  |  |  |  |  |  |  |  |  |  |  |  |              |  |
| 1984 |  |  | Vice-Campeão Nacional - Junior  |  |  |  |  |  |  |  |  |  |  |  |  |  |  |  |  |  |              |  |
| 1985 |  |  | Cat.Verde & Inter.A             |  |  |  |  |  |  |  |  |  |  |  |  |  |  |  |  |  |              |  |
| 1986 |  |  | Campeão Taça Portugal - Inter.A |  |  |  |  |  |  |  |  |  |  |  |  |  |  |  |  |  |              |  |
| 1986 |  |  | 7º Troféu Paises Latinos        |  |  |  |  |  |  |  |  |  |  |  |  |  |  |  |  |  | 1º Português |  |

FÓRMULA FORD
| 1989 |  |  | 6º Campeonato Nacional / Portugal |  |
| 1990 |  |  | Campeão Nacional                  |  |

FÓRMULA OPEL
| 1991 |  |  | 16º Campeonato Europeu                 |  |  |  |  |  |  |  |           |  |
| 1992 |  |  | Vice-Campeão Taça Nações / Manuel Gião |  |  |  |  |  |  |  |           |  |
| 1992 |  |  | 8º Campeonato Europeu                  |  |  |  |  |  |  |  | 4 Podiuns |  |
| 1993 |  |  | 8º Campeonato Europeu                  |  |  |  |  |  |  |  | 4 Podiuns |  |

FÓRMULA 3
| 1994 |  |  | 5º Campeonato Alemão  |  |  |  |  |  |  |  |  |  |  |  |  |  |  |  |  |  |  |  |  |  |  |  |  |  |  |  | 7 Podiuns |  |
| 1995 |  |  | 5º Campeonato Alemão  |  |  |  |  |  |  |  |  |  |  |  |  |  |  |  |  |  |  |  |  |  |  |  |  |  |  |  | 3 Podiuns |  |
| 1995 |  |  | 8º Taça Mundo - Macau |  |  |  |  |  |  |  |  |  |  |  |  |  |  |  |  |  |  |  |  |  |  |  |  |  |  |  |           |  |

FÓRMULA 3000
| 1996 |  |  | 13º Campeonato Europeu |  |  |  |  |  |  |  |  |  |  |  |  |  |  |  |  |  |  |  |  |  |  |  |  |  |                          |  |
| 1997 |  |  | 11º Campeonato Europeu |  |  |  |  |  |  |  |  |  |  |  |  |  |  |  |  |  |  |  |  |  |  |  |  |  | 2º Lugar G.P. Inglaterra |  |

PORSCHE SUPERCUP
| 1998 |  |  | 14º Campeonato Europeu |  |  |  |  |  |  |  |  |  |  |  |  |  |  |  |  |  |  |  |  |  |  |  |  |  |                         |  |
| 1999 |  |  | 9º Campeonato Europeu  |  |  |  |  |  |  |  |  |  |  |  |  |  |  |  |  |  |  |  |  |  |  |  |  |  | 2º Lugar G.P. Austrália |  |
| 2000 |  |  | 13º Campeonato Europeu |  |  |  |  |  |  |  |  |  |  |  |  |  |  |  |  |  |  |  |  |  |  |  |  |  |                         |  |
| 2001 |  |  | 9º Campeonato Europeu  |  |  |  |  |  |  |  |  |  |  |  |  |  |  |  |  |  |  |  |  |  |  |  |  |  |                         |  |

CAMPEONATOS GT
| 2001 |  |  | Campeonato Espanhol GT       |  |  |  |  |  |  |  |  |  |  |  |  |  |  |  |  |  |  |  | 2 Podiuns / 2 Pole Positions |  |
| 2002 |  |  | Campeonato Espanhol GT       |  |  |  |  |  |  |  |  |  |  |  |  |  |  |  |  |  |  |  | 2 Podiuns                    |  |
| 2003 |  |  | Campeonato Espanhol GT       |  |  |  |  |  |  |  |  |  |  |  |  |  |  |  |  |  |  |  | 2 Podiuns                    |  |
| 2004 |  |  | 3º Campeonato Espanhol GT    |  |  |  |  |  |  |  |  |  |  |  |  |  |  |  |  |  |  |  | 3 Podiuns                    |  |
| 2004 |  |  | Vice-Campeão Taça Ibérica GT |  |  |  |  |  |  |  |  |  |  |  |  |  |  |  |  |  |  |  |                              |  |
| 2005 |  |  | 7º Campeonato Espanhol GT    |  |  |  |  |  |  |  |  |  |  |  |  |  |  |  |  |  |  |  | 3 Podiuns                    |  |
| 2007 |  |  | Vice-Campeão Espanhol GT     |  |  |  |  |  |  |  |  |  |  |  |  |  |  |  |  |  |  |  | 8 Podiuns                    |  |
| 2007 |  |  | Campeão Taça Ibérica GT      |  |  |  |  |  |  |  |  |  |  |  |  |  |  |  |  |  |  |  |                              |  |
| 2008 |  |  | 3º Open Europeu GT           |  |  |  |  |  |  |  |  |  |  |  |  |  |  |  |  |  |  |  | 8 Podiuns                    |  |
| 2009 |  |  | 4º Open Europeu GT           |  |  |  |  |  |  |  |  |  |  |  |  |  |  |  |  |  |  |  | 4 Podiuns                    |  |
| 2010 |  |  | 5º Open Europeu GT3          |  |  |  |  |  |  |  |  |  |  |  |  |  |  |  |  |  |  |  | 6 Podiuns                    |  |

## Veículos
| Kart - BM.Komet77        | 1983 / 1984 / 1985        |
| Kart - SH.Parilla        | 1985                      |
| Kart - DAP.Parilla       | 1986                      |
| Kart - Dart.Parilla      | 1987                      |
| Kart - Sprint.Parilla    | 1987 / 1988 / 1989        |
| F.Ford - VanDiemen RF87  | 1989                      |
| F.Ford - VanDiemen RF90  | 1990                      |
| F.Opel - G.M. Lotus      | 1991 / 1992 / 1993        |
| F3 - Dallara F394 . Opel | 1994                      |
| F3 - Dallara F395 . Fiat | 1995                      |
| AlfaRomeo 155 DTM        | 1995                      |
| Lola . Zytec F3000       | 1996 / 1997               |
| Porsche GT2 – 993        | 1998                      |
| Porsche GT3 Cup – 996    | 1998 / 1999 / 2000 / 2001 |
| Viper GT2                | 2002                      |
| Debora/Nissan LMP2       | 2002                      |
| Porsche GT3 RSR          | 2003 / 2004 / 2005 / 2006 |
| Porsche GT3 Cup – 997    | 2005                      |
| Ferrari 360 Modena GT2   | 2006                      |
| Ferrari 430 GT2          | 2007 / 2008               |
| Porsche 997 RSR GT2      | 2009                      |
| Ferrari 430 GT3          | 2010                      |